# 袁真
袁真（—370年4月10日），晉朝將領。曾任庐江太守，尋陽太守，龙骧将军，西中郎将、监护豫、司、并、冀四州诸军事、豫州刺史，假节。桓溫發動第三次北伐，率軍討伐慕容暐，袁真隨同參戰，但桓溫被慕容垂擊敗，桓溫大怒，归罪袁真，將其革職削爵，袁真不服，認為桓溫是在誣陷自己，上表狀告桓溫，但是朝廷無任何反應，於是袁真在壽陽反對晉朝，袁真子袁双之和袁愛之分別杀死梁国内史朱宪和汝南内史朱斌，又招徕陈郡太守朱辅等数千人，同時袁真派人聯絡慕容暐和苻坚。慕容暐任命袁真使持节、都督淮南诸军事、征南大将军、扬州刺史，封宣城公。後袁真病死，其子袁瑾繼續管理袁真的地盤，但最終袁瑾被桓溫消滅。朱宪弟弟朱绰在桓温攻佔寿阳後，打開袁真棺材戮尸洩憤。袁真的歌女马氏後來成為桓玄之母。